# Aïn Touila
Ain Touila là một đô thị thuộc tỉnh Khenchela, Algérie. Dân số thời điểm năm 2002 là 14.769 người.